# Ilse Frapan
Ilse Frapan, från 1901 även Ilse Akunian, pseudonym för Elise Therese Levien, född den 3 februari 1849 i Hamburg, död den 2 december 1908 i Genève, Schweiz, var en tysk författarinna.
Ilse Frapan, som tillhörde en fransk hugenottsläkt, var en tid lärarinna. Hon företog sedan vidsträckta resor, bodde tidtals i Stuttgart, där Friedrich Theodor Vischer, och i München, där Paul Heyse utövade inflytande på henne. Hon författade en mängd noveller (Hamburger Novellen 1889, Zwischen Elbe und Alster 1890, Querköpfe 1895, Wehrlose 1900, Schreie 1901 med flera), enligt samtida bedömare utmärkta av psykologisk finkänsla, intim miljöskildring och betydande stil.